# 日本商事
日本商事株式会社（にほんしょうじ）は、かつて存在した、医薬品・医療機器・医療用検査試薬・介護用品・健康食品・一般用医薬品等の卸売販売及び医薬品輸入販売・医薬品製造業を行う企業。本社を大阪市中央区石町に置いていた。
医薬品のR&D（研究開発）、生産、販売の一貫体制を整えていたが、1993年に発覚したソリブジン薬害事件、及び同事件を発端とするインサイダー取引で対外信用は悪化。再編を繰り返し現在は「アルフレッサ」である。

## 概要
医薬品の製造メーカーであるとともに、医薬品卸業も兼務する企業であった。製造分野では、欧米の有力製薬メーカーの代理店としてスタートしたが、1961年には大阪府茨木市に製薬工場を建設し、医薬品の生産を開始。大阪証券取引所第二部に上場していた。
1981年に業界初の受注入力音声応答システムを導入、その後、1988年には薬局向けPOSシステム、翌年は、業界VANを設立し、自動発注・在庫管理システム「NEO-SYS」などのソフト開発も手掛けた。1990年、インテリジェント物流センターを建設。

## 沿革
- 1920年3月 - フィリピン･マニラ市に中島茂が「中島茂商店」を創立。
- 1934年3月 - 大阪府大阪市に「中島茂商店大阪支店」を設立。
- 1939年12月 - 「中島茂商店大阪支店」を改組し資本金10万円で「中島商事株式会社」を設立。
- 1952年7月 - 日本商事株式会社に商号変更。
- 1954年5月 - 大商薬品株式会社と共同で福岡県に「大福薬品（昭和38年磯部商会と合併）」設立。
- 1956年7月 - 東京営業所（後の東京支店）開設
- 1957年10月 - 名古屋営業所（後の名古屋支店）開設。
- 1961年1月 - 大阪府茨木市に茨木製薬工場を開設し、医薬品製造業開始。
- 1962年1月 - 東京営業所（後の東京支店）開設。
- 1963年4月 - 福岡営業所（後の福岡支店）開設。
- 1964年10月 - 広島営業所（後の広島支店）開設。
- 1966年
  - 7月 - 千葉県東葛飾郡に東京工場を開設し、医療用器具製造開始。
  - 10月 - 札幌営業所（後の札幌支社）開設。
- 1968年10月 - 仙台営業所（後の仙台支社）開設。
- 1970年
  - 門真営業所（後の門真支店）・奈良営業所（後の奈良支店）を開設。
  - 5月 - 大商薬品を合併。
  - 9月 - 和歌山営業所（後の和歌山支店）開設。
  - 12月 - 京都営業所（後の京都支店）開設。「株式会社大阪ミドリ十字」の営業権を譲受。
- 1971年6月 - 神戸営業所（後の神戸支店）開設。
- 1972年1月 - 茨木市に医薬研究所を設立。
- 1973年8月 - 門真配送センター設立。
- 1975年8月 - 阪南支店開設。
- 1977年8月 - 滋賀営業所（後の滋賀支店）開設。
- 1978年 ‐ 奈良県の「浦西薬品」を合併。
- 1980年11月 -「株式会社松山済生堂」の営業権を譲受。
- 1981年
  - 4月 - 岡山県勝田郡に岡山製薬工場を開設し、茨木製薬工場を廃止。
  - 7月 - 岡山配送センター設立。
- 1986年12月 - 連結会社として「日商物流サービス株式会社」設立。
- 1990年10月 - 東京配送センター設立。
- 1991年6月 - 大阪証券取引所第二部に上場。
- 1993年 ‐ ソリブジン事件発覚。薬害に加えインサイダー取引も明らかになる
- 1994年4月 ‐ 「山尾薬品」を合併し、当社京都支店として再編。
- 1996年
  - 3月 - 連結子会社として「青島耐絲克医材有限公司」設立。北海道の「ホシ伊藤」と資本・業務提携。
  - 5月 - 京都府久世郡に京滋物流センター設立。
  - 7月 - 千葉県東葛飾郡に千葉工場を開設し、東京工場を廃止。
  - 9月 - 大阪証券取引所第一部に指定替え。
  - 11月 - ホシ伊藤との共同出資により「株式会社メディカルニッセイ」設立。
- 1998年10月 - 当社と昭和薬品株式会社が合併し「株式会社アズウェル」に商号変更（合併比率・日本商事1.77：昭和薬品1）。

## 事業所一覧
- 製造工場：当社の製造事業はアルフレッサ ファーマが引き継いでいる。
  - 岡山製薬工場 - 岡山県勝田郡勝央町太平台18
  - 千葉工場 - 千葉県東葛飾郡関宿町東高野74（現・野田市）。

## 主な取引メーカー

### フィリピン本社時代
- サンド
- チバ
- ロシュ
- パークデービス
- アップジョン
- スクイブ
- ウインスロップ
- イーライリリー
- アボット
- ジョンソン＆ジョンソン
- ダウ・ケミカル
- モンサント
- 山田安民薬房
- 友田製薬
- 塩野義商店
- 武田長兵衛商店
- 藤沢友吉商店
- 高千穂製作所
- 久光兄弟合名会社
- 大日本除虫菊
- 徳永硝子

### 日本商事
- エーザイ
- 三共
- ミドリ十字
- 山之内製薬
- 大日本製薬
- 協和発酵
- 住友製薬

## ソリブジン薬害事件
- 1979年（昭和54年）、ヤマサ醤油が「ソリブジン」を合成し、1985年（昭和60年）から共同開発を進めた。
- 1993年（平成5年）9月3日、抗ウイルス剤商品名「ユースビル」を発売。しかし、発売後1ヶ月足らずでフルオロウラシル系抗癌剤との併用で重篤な副作用が発生する。10月8日に中央薬事審議会の副作用報告調査会が開催され、厚生省（現・厚生労働省）から医療機関に対する「緊急安全性情報（ドクターレター）」の配布指示がなされた。10月2日に「相互作用で7人が重い副作用、うち3人が死亡」と報道機関へ発表。10月3日、大阪証券記者クラブにて重篤な副作用の発現と製品の一時出荷停止を発表。代理店に対して一時出荷停止を指示。12日に「自主的安全性情報」、13日に「緊急安全性情報」を医療機関に配布し、11月1日より自主回収を実施。結果23例で副作用発現（うち死亡14例）となった。
- 1994年（平成6年）3月5日、同社株のインサイダー取引疑惑が持ち上がる。ソリブジンの相互作用による副作用で死亡事故が発生したことが公表されるまでに、社員や関係者が当社株式を売却し、株価下落の損失を回避したことが証券取引法違反（インサイダー取引禁止）に問われた。この為、社長の服部孝一が辞任する。
- 1999年（平成11年）2月16日、最高裁は、ソリブジンに係わる副作用症例の発生事実が、証券取引法一六六条二項一号「決定に関する事実」、二号「業務に起因する災害事実」、三号「決算情報」などこれら具体的個別的規定に該当する重要事実が認められたとしても、包括的条項（バスケット条項）である四号「前三号に掲げる事実を除き、当該上場会社等の運営、業務又は財産に関する重要な事実であって投資者の投資判断に著しい影響を及ぼすもの」に該当する重要事実だと認めることができる以上、同項四号の適用を認めることができると判決した。